# Embalse de Pajares
El embalse de Pajares es un pantano artificial situado en el término municipal de Lumbreras de Cameros, en la comunidad autónoma de La Rioja (España). Fue inaugurado en 1995 y tiene una capacidad útil de 35,29 hm³, ocupando una superficie de 161,74 ha. Se utiliza para uso de boca y control de regadío. Su presa fue construida mediante materiales sueltos, con un núcleo interno.

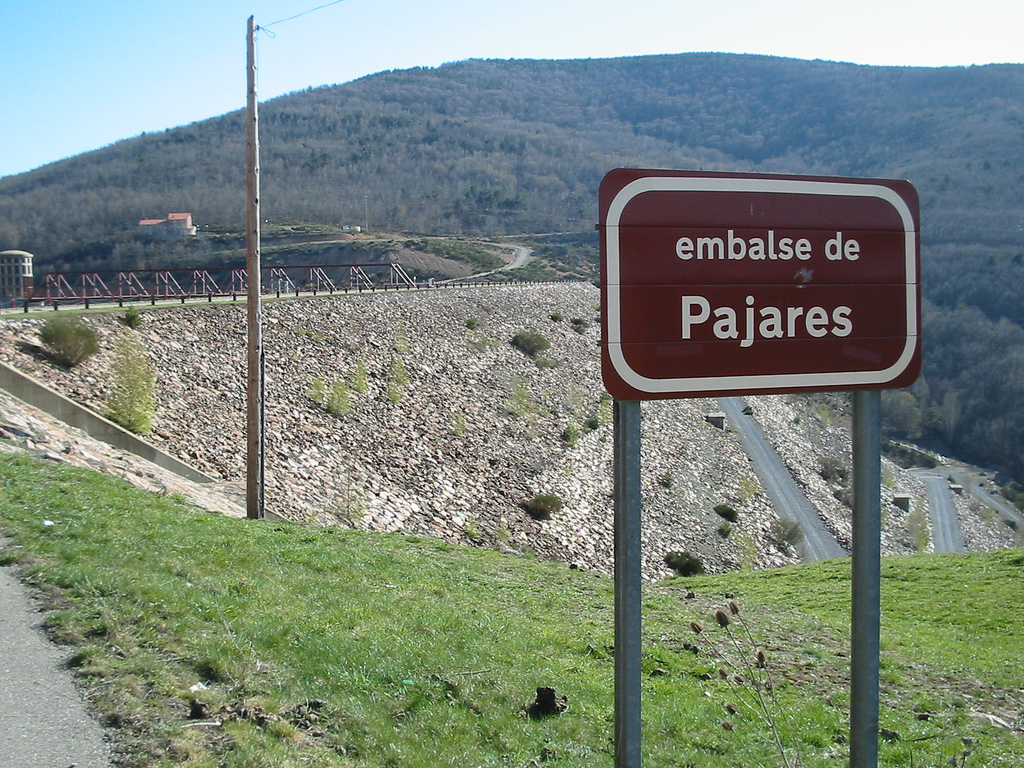
El embalse de Pajares, en la carretera N-111.

Se encuentra en la cuenca del río Iregua, en el parque natural de la Sierra de Cebollera y recoge las aguas de los ríos Piqueras, Lumbreras y Lavieja. Está bordeado por la carretera nacional N-111 y a una altitud aproximada de 1200 m. aprovechando la sueva vaguada que se formaba en la confluencia de los cursos que lo alimentan.
El entorno es montañoso y las laderas que forman parte del espacio, rodeando el embalse, poseen pendientes medias, con mayor grado en las de la margen derecha.
El espacio se sitúa sobre la gran masa de aguas subterráneas del acuífero de Cameros.
Para su construcción fue trasladada la localidad de San Andrés quedando bajo las aguas la localidad de Pajares cuyos habitantes fueron trasladados a San Andrés y Lumbreras de Cameros.